# Karel Večeřa
Karel Večeřa (ur. 9 października 1955 w Ivančice) – czeski piłkarz i trener. 